# 東條さち子
東條 さち子（とうじょう さちこ、1972年1月31日 - ）は、日本の漫画家、イラストレーター。徳島県徳島市出身、スリランカ在住。

## 経歴
週刊少年チャンピオン1991年50-51号に掲載された『スチューデンツ！』が商業誌デビュー作。
自宅でインコを6羽飼っている。これを基に、『ソロモン』『PetshopJournal』『インコ倶楽部』『新インコ倶楽部』（いずれも休刊中）などのペット雑誌に、飼っているインコに関する4コマ漫画を連載していた。1999年4月から2003年5月まで、獣医療従事者向けの月刊誌『as』（アズ）で連載、単行本化された『日々トリさん』は絶版となっているものの、復刻を期待する声が上がっている人気作であった。
。
株式投資、不動産投資を実践し、埼玉県内にアパート2棟を所有している。このことを題材にした漫画『主婦でも大家さん 頭金100万円でアパートまるごと買う方法』（朝日新聞出版）も執筆している。
趣味は音楽ゲームの『Dance Dance Revolution』(DDR)。最高位の称号「足神さま」を獲得するほどの腕前である。趣味が高じて、所有アパートの名称にDDRのバージョン名を入れた。また、位置ゲーのコロニーな生活☆PLUSにもはまっており、これを題材にした単行本も発刊された。
夫はタクシー運転手。タクシー業界の裏話トラブル、交通事情、交通警察に関する漫画も執筆している。
観光で訪れたスリランカの世界遺産、シーギリヤで出会った現地ガイドにゲストハウスの共同経営を持ちかけられ、移住している。

## 作品リスト

### 単行本リスト
- 日々トリさん (インターズー)
- 極道!赤んぼダイアリー (1-2巻) (竹書房)
- 主婦でも大家さん 頭金100万円でアパートまるごと買う方法 (朝日新聞出版)
- インコ様々（1-2巻、「6羽＋3人ぐらし」「今日もインコ様々」「おかわり」） (ぶんか社)
- 赤んぼってみんなカワイイの? (竹書房)
- 位置ゲーの旅に出ました。 (主婦の友社)
- 赤んぼってみんな天使なの? (竹書房)
- 庶民の娘ですがセレブ学校へ通っています (竹書房)
- 大家さん10年め。主婦がアパート3棟＋家1戸! (ぶんか社)
- よくばり世界一周! 主婦を休んで旅にでた(上下巻) (朝日新聞出版)
- ぷち本当にあった愉快な話 タクシー告発! 交通警察のやり口 (竹書房）
- ぷち本当にあった愉快な話 タクシー運転手が見た怖い話 (竹書房）
- 大家さん引退します。主婦がアパート3棟＋家2戸、12年めの決断! (ぶんか社)
- 霊能者と事故物件視てきました (ぶんか社)
- 海外でゲストハウスはじめました (1-2巻) (朝日新聞出版)
- アラフィフ漫画家　更年期かと思ったら妊娠してました (ぶんか社)
- 庶民ですが娘をセレブ留学させました (竹書房）
- スリランカでカフェはじめました 〜日本の常識は現地の非常識！？〜 (ぶんか社)
- シニア介護ドライバーが語るココだけの話 (竹書房)
- 住んでいる国が倒産した日 (ぶんか社)
- ダンナがとつぜん脳梗塞〜わが家の緊急事態宣言〜 (電書バト)

### イラスト等担当作品
- 不動産屋は見た! 部屋探しのマル秘テク、教えます（東京書籍）
- 女子刑務所へ入っていました(竹書房)